# Kentish Council
Kentish Council is een Local Government Area (LGA) in Australië in de staat Tasmanië. Kentish Council telt 6.052 inwoners. De hoofdplaats is Sheffield.